# Línea Chūō (Rápida)
La línea Chūō (Rápida) (中央线快速 Chūō-sen Kaisoku?) es el nombre dado a los servicios rápidos en la parte oriental de la línea principal de Chūō operada por JR East entre las estaciones Tokio y Takao.

## Servicios

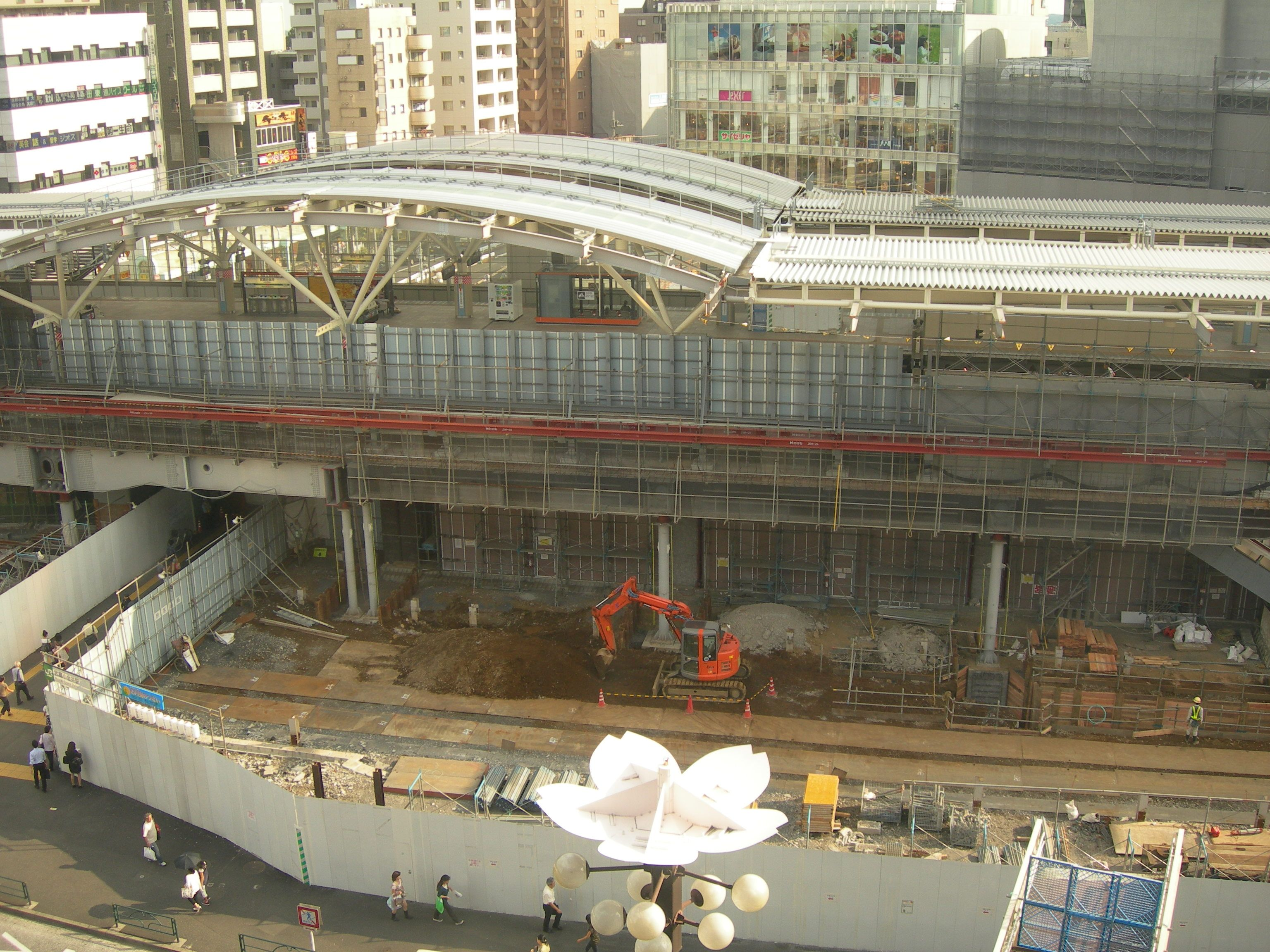
Salida norte de la estación Musashi-Koganei (En construcción)

Aunque la línea con el nombre Chūō (Rápida) sólo se refiere a la sección entre las estaciones de Tokio y Takao, muchos trenes continúan hacia la estación Otsuki. Estos incluyen tanto servicios expreso limitado y varios servicios rápidos especiales. Para obtener más información, consulte el artículo la línea principal de Chūō. Además, algunos trenes de la línea Chuo (rápida) no se detienen en algunas estaciones entre las estaciones de Nakano y Ochanomizu y, para obtener información sobre estos servicios, consulte Línea Chuo-Sobu (local).
La línea de Chuo (Rápida) utiliza las dos vías expresas entre las estaciones de Mitaka y Ochanomizu. Después de Mitaka, los trenes utilizan ambas vías en el tramo doble restante. Dado que las vías expresas no tienen plataformas en varias estaciones en el centro de Tokio, ni siquiera los servicios más lentos de la línea de Chuo (Rápida), optan por omitir dichas estaciones, por lo que se llaman "Rápidos" (快速). Además del servicio básico "rápido", hay algunas variaciones de los servicios con un menor número de paradas.

### Rápido
Este servicio es el más común en la línea Chūō (Rápida), para en todas las estaciones al oeste de Nakano, con excepción de los fines de semana y días festivos, cuando los trenes no se detienen en las estaciones Asagaya, Kōenji o Nishi-Ogikubo. El color del material rodante, las señales de la estación y los diagramas de línea son de color naranja (■).

### Chūō Rápido Especial y Ōme Rápido Especial
Cuatro servicios por hora en horas no pico hacen paradas limitadas entre Tokio y Tachikawa, y se detienen en todas las estaciones del oeste de Tachikawa hasta Otsuki, llamándose Chūō Rápido Especial. El servicio Ōme Rápido Especial viaja en la línea principal de Chūō desde Takao hacia Otsuki mientras adquiere un carácter rápido especial en la Línea Ōme. El color de los diagramas del servicio es de color azul (■) para Chuo Rápido Especial y verde (■) para Ōme Rápido Especial.

### Commuter Rapid
El servicio Commuter Rapid (Suburbano rápido) opera por las mañanas y las noches entre semana. El color de los diagramas de servicios es de color púrpura (■). Se detiene en Ogikubo y Kichijoji además de las paradas de Chūō Rápido especial.

### Chūō Liner y Ōme Liner
Los servicios Chūō Liner y Ōme Liner se ofrecen sólo en las horas pico entre semana. Hay un Chūō Liner de Takao a Tokio por la mañana y seis por la noche de Tokio de Takao y Hachioji. El Ōme Liner tiene servicio durante la mañana desde Ome y dos por la noche desde Tokio. A diferencia de otros servicios rápidos, los Chūō Liner y Ōme Liner requieren la compra de un billete con costo extra, además de la tarifa base, todos los asientos no están reservados, pero el número de entradas es limitado al número de plazas disponibles. 
Los servicios en la línea son proporcionados por la serie E257 de 11 o 9 coches (desde julio de 2002) y por la serie E351 de 12 coches (desde marzo de 2008).
Chūō Liners se detienen en: Tokio, Shinjuku, Hachiōji y Takao. Ōme Liners se detienen en: Tokio, Shinjuku, Tachikawa, Haijima, Kabe y Ōme.

## Historia
La mayor parte del trazado de la línea de Chuo (Rápida) fue construido por el ferrocarril Kobu y más tarde adquirida por los Ferrocarriles Gubernamentales Japoneses en 1906.
La operación de unidades eléctricas múltiples en la línea principal de Chūō comenzó en 1904. En 1930, el servicio de la EMU's se extendió hacia el este en Tokio y a Asakawa (ahora Takao) al oeste. En 1933, se añadieron dos pistas a la sección entre las estaciones de Ochanomizu y Iidamachi (ahora cerrado) para completar las cuatro pistas entre Ochanomizu y Nakano. En estas pistas adicionales, los trenes expresos (急行电车 Kyuko densha), omiten todas las estaciones excepto Yotsuya y Shinjuku y se introdujeron el mismo año. El servicio express ha sido renombrado como "Rápido" (快速 kaisoku) desde marzo de 1961.
Inicialmente, la operación de los servicios expresos y rápidos se limitaron sólo a las horas pico entre semana. El servicio urgente comenzó los fines de semana desde el 5 de marzo de 1944; la operación no pico durante el día comenzó el 9 de noviembre de 1959, pero se limitó a sólo los días laborables hasta el 28 de abril de 1966.
La Estación Manseibashi, situada entre Kanda y Ochanomizu, fue cerrada en 1943. En el barrio este de Takao, sólo las estaciones Nishi-Kokubunji (inaugurada en 1973) y la estación de Nishi-Hachiōji (inaugurada en 1939) se abrieron después del inicio de los servicios rápidos.
- 20 de agosto de 1979: La serie 201 fue introducida.
- 16 de marzo de 1991: Los servicios Ohayo Liner Takao, Ōme Liner y Ōme comenzaron sus operaciones.
- 10 de abril de 1993: La Estación Kokubunji fue añadida al servicio Ome Rápido especial; el servicio Commuter Rapid Especial comienza su operación.
- 5 de octubre de 2005: Se introducen los vagones sólo para mujeres.
- 26 de diciembre de 2006: Se introducen los trenes modelo E233.

La línea Chūō Rápida es conocida por su alto número de suicidios, sobre todo debido a la alta velocidad a la que algunos trenes pasan por las estaciones de la línea.

## Estaciones
- Todas las estaciones están localizando en Tokio.

Leyenda
- ●・○: Todos los trenes paran (○: sólo en la mañana y la tarde)
- ｜: Todos los trenes pasan
- ◆: Todos los trenes pasan en los fines de semana
- ∥: Los trenes no tiene una recorrida en este sección de la ruta

| Código | Nombre          | Japonés    | Longitud (km)    | Longitud (km) | Rápida | Rápida de conmutación | Rápida Especial | Rápida Especial a Ōme | Rápida de conmutación especial | Chūō Liner Ōme Liner | Transferencias | Ubicación |
| Código | Nombre          | Japonés    | Entre estaciones | Total         |        |                       |                 |                       |                                |                      | Transferencias | Ubicación |
| ------ | --------------- | ---------- | ---------------- | ------------- | ------ | --------------------- | --------------- | --------------------- | ------------------------------ | -------------------- | --- | --------- |
| JC01   | Tokio           | 東京       | -                | 0.0           | ●      | ●                     | ●               | ●                     | ●                              | ●                    | Tōhoku Shinkansen, Jōetsu Shinkansen, Hokuriku Shinkansen, Línea Yamanote, Línea Keihin-Tōhoku, Línea Tōkaidō, Línea Sōbu (Rápida), Línea Yokosuka, Línea Keiyō Tōkaidō Shinkansen Línea Marunouchi (M-17)                                      | Chiyoda   |
| JC02   | Kanda           | 神田       | 1.3              | 1.3           | ●      | ●                     | ●               | ●                     | ●                              | ｜                   | Línea Yamanote, Línea Keihin-Tōhoku Línea Ginza (G-13) | Chiyoda   |
| JC03   | Ochanomizu      | 御茶ノ水   | 1.3              | 2.6           | ●      | ●                     | ●               | ●                     | ●                              | ｜                   | Línea Chūō-Sōbu Línea Marunouchi (M-20), Línea Chiyoda (Shin-Ochanomizu) (C-12) | Chiyoda   |
| JC04   | Yotsuya         | 四ツ谷     | 0.8              | 6.6           | ●      | ●                     | ●               | ●                     | ●                              | ｜                   | Línea Chūō-Sōbu Línea Marunouchi (M-12), Línea Namboku (N-08) | Shinjuku  |
| JC05   | Shinjuku        | 新宿       | 0.7              | 10.3          | ●      | ●                     | ●               | ●                     | ●                              | ●                    | Yamanote Line, Chūō-Sōbu Line (Local), Línea Saikyō, Línea Shōnan-Shinjuku Línea Odakyū Odawara Línea Keiō, Keiō Shinsen Línea Marunouchi (M-08) Línea Toei Shinjuku (S-01), Línea Toei Ōedo (E-01, E-27) Línea Seibu Shinjuku (Seibu-Shinjuku) | Shinjuku  |
| JC06   | Nakano          | 中野       | 1.9              | 14.7          | ●      | ●                     | ●               | ●                     | ｜                             | ｜                   | Línea Tōzai (T-01) | Nakano    |
| JC07   | Kōenji          | 高円寺     | 1.4              | 16.1          | ◆      | ｜                    | ｜              | ｜                    | ｜                             | ｜                   | | Suginami  |
| JC08   | Asagaya         | 阿佐ケ谷   | 1.2              | 17.3          | ◆      | ｜                    | ｜              | ｜                    | ｜                             | ｜                   | | Suginami  |
| JC09   | Ogikubo         | 荻窪       | 1.4              | 18.7          | ●      | ●                     | ｜              | ｜                    | ｜                             | ｜                   | Línea Marunouchi (M-01) | Suginami  |
| JC10   | Nishi-Ogikubo   | 西荻窪     | 1.9              | 20.6          | ◆      | ｜                    | ｜              | ｜                    | ｜                             | ｜                   | | Suginami  |
| JC11   | Kichijōji       | 吉祥寺     | 1.9              | 22.5          | ●      | ●                     | ｜              | ｜                    | ｜                             | ｜                   | Línea Inokashira | Musashino |
| JC12   | Mitaka          | 三鷹       | 1.6              | 24.1          | ●      | ●                     | ●               | ●                     | ｜                             | ｜                   | | Mitaka    |
| JC13   | Musashi-Sakai   | 武蔵境     | 1.6              | 25.7          | ●      | ｜                    | ｜              | ｜                    | ｜                             | ｜                   | Línea Seibu Tamagawa | Musashino |
| JC14   | Higashi-Koganei | 東小金井   | 1.7              | 27.4          | ●      | ｜                    | ｜              | ｜                    | ｜                             | ｜                   | | Koganei   |
| JC15   | Musashi-Koganei | 武蔵小金井 | 1.7              | 29.1          | ●      | ｜                    | ｜              | ｜                    | ｜                             | ｜                   | | Koganei   |
| JC16   | Kokubunji       | 国分寺     | 2.3              | 31.4          | ●      | ●                     | ●               | ●                     | ●                              | ｜                   | Seibu Kokubunji Line, Seibu Tamako Line | Kokubunji |
| JC17   | Nishi-Kokubunji | 西国分寺   | 1.4              | 32.8          | ●      | ｜                    | ｜              | ｜                    | ｜                             | ｜                   | Línea Musashino | Kokubunji |
| JC18   | Kunitachi       | 国立       | 1.7              | 34.5          | ●      | ｜                    | ｜              | ｜                    | ｜                             | ｜                   | | Kunitachi |
| JC19   | Tachikawa       | 立川       | 3.0              | 37.5          | ●      | ●                     | ●               | ●                     | ●                              | ●                    | Línea Ōme, Línea Nambu Monorraíl Tama Toshi (Tachikawa-Kita, Tachikawa-Minami) | Tachikawa |
| JC20   | Hino            | 日野       | 3.3              | 40.8          | ●      | ●                     | ●               | A/de la Línea Ōme     | ｜                             | ｜                   | | Hino      |
| JC21   | Toyoda          | 豊田       | 2.3              | 43.1          | ●      | ●                     | ●               | A/de la Línea Ōme     | ｜                             | ｜                   | | Hino      |
| JC22   | Hachiōji        | 八王子     | 4.3              | 47.4          | ●      | ●                     | ●               | A/de la Línea Ōme     | ●                              | ●                    | Línea Yokohama, Línea Hachikō Línea Keiō (Keiō-Hachiōji) | Hachiōji  |
| JC23   | Nishi-Hachiōji  | 西八王子   | 2.4              | 49.8          | ●      | ●                     | ●               | A/de la Línea Ōme     | ｜                             | ｜                   | | Hachiōji  |
| JC24   | Takao           | 高尾       | 3.3              | 53.1          | ●      | ●                     | ●               | A/de la Línea Ōme     | ●                              | ●                    | Línea Chūō (a Ōtsuki) Línea Keiō Takao | Hachiōji  |

## Material Rodante

### Actual
Rápido・Especial Commuter Rapid・Chūō Rápido Especial・Ōme Rápido Especial・Commuter Rapid
- EMU serie E233 (desde diciembre de 2006)

Chūō Liner / Ōme Liner
- EMU serie E257 (desde julio de 2002)
- EMU serie E351 (desde el 15 de marzo de 2008)

### Antiguo
- Serie 72
- Serie 101
- Serie 103
- Serie 201

Chūō Liner / Ōme Liner
- Serie 183 (14 de marzo de 1991 - 14 de marzo de 2008).

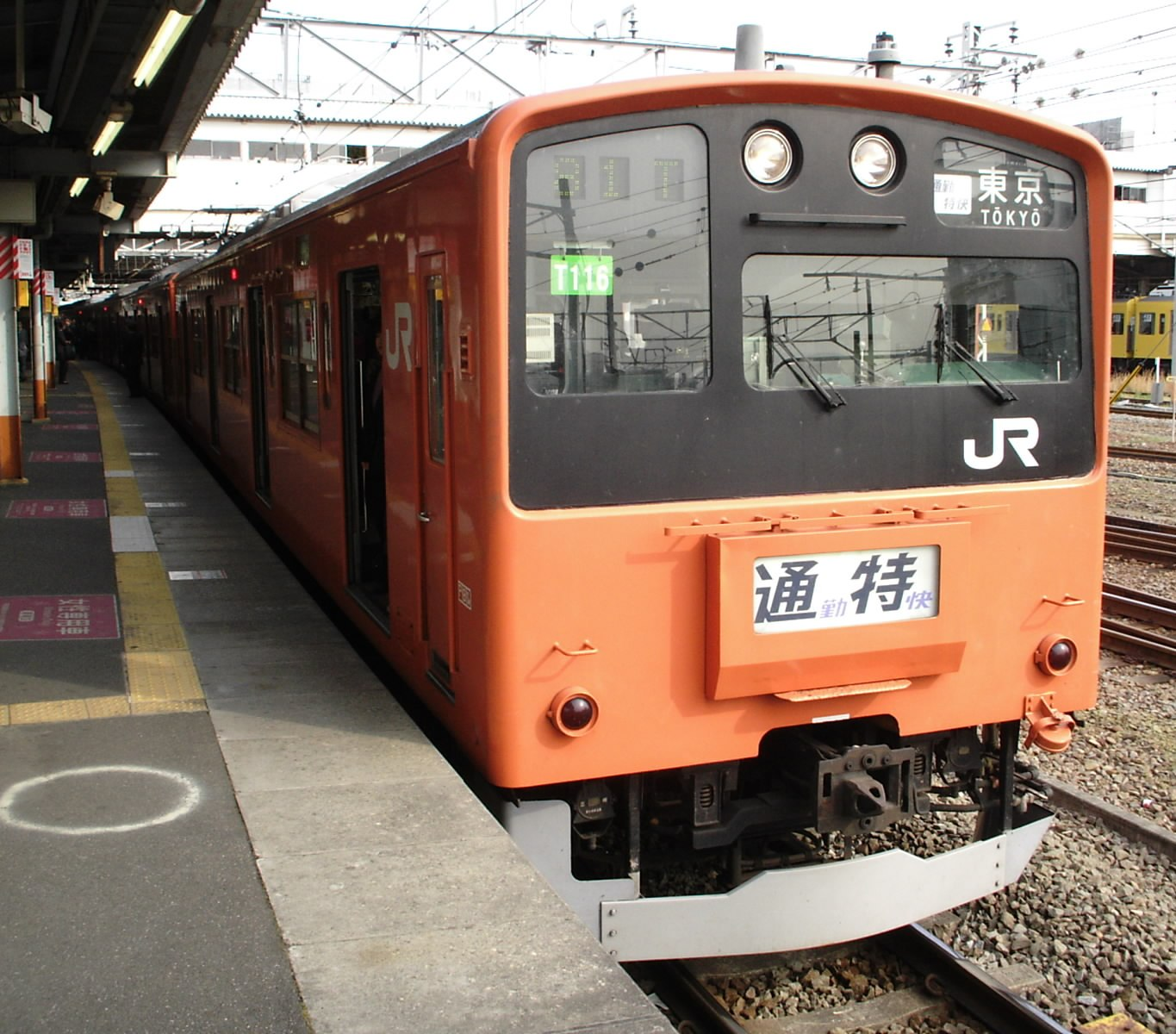
Serie 201 en la línea Chūō rápida (Junio de 1999)